# Gorka Echevarria
Gorka Echevarria (* 8. Juni 1983) ist ein ehemaliger spanischer Eishockeyspieler, der bei verschiedenen Klubs in der spanischen Superliga unter Vertrag stand.

## Karriere
Gorka Echevarria begann seine Karriere als Eishockeyspieler in der Jugend des CH Gasteiz, für deren erste Mannschaft er von 2004 bis 2005 in der Spanischen Superliga spielte. Anschließend bestritt der Angreifer zwei Spielzeiten für den Ligakonkurrenten CH Txuri Urdin, ehe er im Sommer 20078 für ein Jahr nach Vitoria-Gasteiz zurückkehrte. Nachdem er 2008/09 für den CG Puigcerdà, mit dem er den spanischen Pokalwettbewerb gewinnen konnte, und 2009/10 zum zweiten Mal für den CH Txuri Urdin gespielt hatte, ging er 2011 erneut zum CH Gasteiz, wo er 2012 seine Karriere beendete.

### International
Für Spanien nahm Echevarria im Juniorenbereich an der U18-Weltmeisterschaft der Europa-Division 1 2000 und der U18-Weltmeisterschaft der Division III 2001 sowie den U20-Weltmeisterschaften der Division III 2001 und 2002 und der Division II 2003 teil.
Im Seniorenbereich stand der Baske im Aufgebot der Spanier bei den Weltmeisterschaften der Division II 2006, 2007, 2008, 2009 und 2010. Zudem vertrat er seine Farben bei der Qualifikation für die Olympischen Winterspiele 2010 in Vancouver.

## Erfolge und Auszeichnungen
- 2002 Aufstieg in die Division II bei der U18-Weltmeisterschaft der Division III
- 2009 Spanischer Pokalsieger mit dem CG Puigcerdà
- 2010 Aufstieg in die Division I bei der Weltmeisterschaft der Division II, Gruppe A